# Nesmy
Nesmy là một xã ở tỉnh Vendée trong vùng Pays de la Loire, Pháp. Xã này có diện tích 25,42 kilômét vuông, dân số năm 2006 là 2318 người. Xã này nằm ở khu vực có độ cao trung bình 45 mét trên mực nước biển.

## Biến động dân số
| 1962                                         | 1968  | 1975  | 1982  | 1990  | 1999  | 2006  | 2009         |
| -------------------------------------------- | ----- | ----- | ----- | ----- | ----- | ----- | ------------ |
| 1 176                                        | 1 241 | 1 390 | 1 790 | 1 963 | 1 976 | 2 318 | 2 365 (est.) |
| Số liệu từ năm1962: Dân số không tính trùng. |       |       |       |       |       |       |              |